# Другой
...Человек сначала смотрится, как в зеркало, в другого человека. Лишь относясь к человеку Павлу как к себе подобному, человек Пётр начинает относиться к себе как к человеку.
Друго́й («ино́й», «чужо́й») — одна из центральных философских и социо-культурных категорий, определяющая другого как не-Я. Другой — это любой, кто не является мной, отличен от меня, не тождественен мне и даже противостоит мне, но в то же время относится, как и я, к человеческому роду и внешние проявления его жизнедеятельности напоминают мои собственные, хотя я и не могу проникнуть в их глубинное измерение. 
Осуществление коммуникации — одной из основных жизненно необходимых потребностей человека как «социального животного» — невозможно без осознания Другого как равноценного партнера, без признания его права на различие.
Понятие Другого многозначно и по-разному трактуется различными мыслителями. Так, классическая европейская философия рассматривает Другого как «другое Я», «моё инобытие», «второе Я» (Р. Декарт, Л. Фейербах, Г.-В.-Ф. Гегель). Концепция М. Хайдеггера представляет Другого как некого «усреднённого Другого». В диалогических теориях М. М. Бахтина, М. Бубера, Х.-Г. Гадамера Другой тождественен понятию «Ты». П. Рикёр различает две разных категории Другого: «другой-ты» и «любой другой». Для Ж.-П. Сартра Другой представляет собой отрицание моего Я, для Э. Левинаса — абсолютную Инаковость, Ж. Делёза — возможность. 
Проблема сохраняет свою актуальность и сегодня: в связи с обострением религиозных и межэтнических конфликтов в современном мире с одной стороны, расширением межкультурных контактов и аксиологическим укреплением понятия толерантности — с другой.

## Этимология
В русском языке слово «другой» происходит от форм, родств. ст.-слав. дрѹгъ (др.-греч. ἄλλος; Супр.), ср.: ст.-слав. дроугъ дроуга ἀλλήλους, укр. дру́гий «второй», белор. другí — то же, болг. дру́ги, сербохорв. дру̏гӣ, словенск. drȗg «другой», drúgi «второй», чешск. druhý «второй», druh druha «друг друга», польск. drugi «второй», в.-луж. druhi — то же. То есть имеет оттенок «вторичности» по отношению к «первичному» я.
В романских языках (фр. autre, порт. outro, исп. otro) корень имеет латинское происхождение — лат. alter — и означает «другой из двух». Часто используется в сочетании alter ego («другое я»), что указывает на тесную связь между восприятием человеком другого и самого себя.

## Феноменологический анализ
Категория Другого появляется в философско-антропологических исследованиях Нового времени в связи с интересом мыслителей к более широкому понятию субъекта, выявление статуса которого происходит за счет его сопоставления с противостоящим ему сущим, второй стороной взаимодействия.
В частности, в рамках феноменологии понятие Другого определяет другое человеческое существо и совокупность его отличий от Я в качестве конституирующих факторов образа самого себя, в качестве подтверждения собственного существования.
Об этом говорит еще Аристотель (хотя в его работах еще не существует бинарной оппозиции Я-Другой): Другой необходим человеку, чтобы познать самого себя.
Еще в древности философам было ясно, что концептуализация понятия Я автоматически требует определения концепции Другого, как противоположной стороны Я. Однако понятие Другого в чистом виде появилось лишь в конце 18 века — в философии Георга Гегеля. В своей «Феноменологии духа» (1807) он вводит понятие Другого как ключевую составляющую самосознания и объясняет, что утверждение самосознания возможно лишь через признание Другого.
Для сторонников феноменологического подхода (в отличие, например, от Декарта, который выводит существование я (cogito) из самого субъекта безотносительно Другого и окружающего мира) знание Другого (интуитивное) предшествует самосознанию, а познание Другого, исследование его как объекта приводит нас к познанию собственной сущности. 
В философии Э. Гуссерля феномен Другого связан с понятием интерсубъективности, которая исследуется через «раскрытие имплицитных и эксплицитных интенциональностей, в которых трансцендентальное Я удостоверяется в существовании и опыте Другого».
Мнение, согласно которому Другой участвует в формировании собственного я, разделял и Хайдеггер: «Другой встречает в своем соприсутствии в мире», «Мир присутствия есть совместный мир». Для Хайдеггера бытие (которое всегда представляет собой совместное бытие) предшествует субъективности. Он настаивает на неразрывной связи между Я и Другим, открытие и изучение которого приближает нас к познанию собственной сущности (субъективности).
Для Ж.-П. Сартра открытие Другого происходит одновременно с открытием Я. По Сартру бытие-для-себя предполагает бытие-для-другого, социальность является основной характеристикой сознания.
Другой, по мнению Сартра, «относится в принципе к феноменам, расположенным вне всякого возможного для меня опыта». При этом постижение Другого возможно при его реификации, то есть сведению к объекту, имеющему законченную форму. 
Другой определяется двойным внутренним отрицанием: «Другой есть тот, кто не является мной и которым я не являюсь». Первоначально Другой предстает в качестве объекта, но он отличается от неодушевленных объектов окружающего мира, так как способен также становиться центром мира, вокруг которого тот выстраивается. Эта «привилегированность» Другого как объекта угрожает моей собственной вселенной, будучи способной ее дезорганизовать. Поскольку Другой в свою очередь воспринимает как объект меня самого, он может выносить оценочные суждения в мой адрес, что, в соответствии с концепцией Сартра, является «трансцендентальным актом свободного бытия», предельным проявлением свободной воли Другого, угрожающим моей собственной свободе. Вот что об этом пишет А. А. Зиновьева в своей работе, посвященной теме Другого в философии Сартра: «Я не могу никак повлиять на оценки Другого, я являюсь инструментом возможностей Другого, поэтому, полагает мыслитель, я являюсь рабом Другого». (Отсюда следует возможность реификации/объективации и доминирования в политическом отношении).

## Психологический анализ
В психологии и психоанализе Другой в основном рассматривается как часть собственного Я. Проблема исследовалась такими учеными, как: 3. Фрейд, Ж. Лакан, М. Мерло-Понти, Ж.-Л. Нанси, Дж. Г. Мид.
Так например, Лакан в своей теории отталкивается от известной фразы А. Рембо: «Я — это другой». Для Лакана место существования и господства Другого — это сфера бессознательного. Дискурс Другого представлен в общепринятых формах речевой практики большинства, способах выражения (артикуляции) Реального, предлагаемых языком и культурой. Причем дискурс Другого осуществляется через Я, в виде автоцензурирующих поправок, типа: «я не это хотел сказать», «мне кажется кто-то другой это говорит, а не я» и так далее. Подобную же трактовку лакановского Другого предлагает в своей статье Иван Кудряшов: «У Лакана Другой определяется строго психоаналитически, как источник (и одновременно результат) процессов вытеснения и сопротивления. Я и Другой диалектически связаны между собой, а истоки этой связи коренятся в невозможности осознать и принять истину своего существования (Реальное)».

## Герменевтический анализ
Существует также герменевтический подход к проблеме Другого, сопоставляющий понимание Другого и понимание текста. С герменевтическим аспектом феномена Другого работали такие авторы, как: В. Дильтей, М. Хайдеггер, П. Рикёр, Л. Витгенштейн.

## Диалогический анализ
С герменевтическим подходом тесно связано исследование феномена Другого в рамках теории диалогизма (И.О. Лосский, М. М. Бахтин, С. Л. Франк, М. Бубер, К. Ясперс, Л. С. Выготский, Ю. Хабермас, Ю. М. Лотман). По мнению диалогистов, понимание Другого (которое является необходимым шагом на пути понимания себя и гармоничного существования личности) наилучшим способом осуществляется через диалог. Диалогисты уверены, что проблему Другого надо решать не гносеологически, а «через ситуацию общения». 
По мнению Рикера, диалог — это «единственная ситуация, в которой мы можем установить отношение к человеку и к себе в их собственном качестве и достоинстве». Рикер убежден, что диалог позволяет установить онтологическое равенство с Другим, невозможное в другие моменты. Во время диалога личность отказывается от представлений о собственной самодостаточности и начинает осознавать «присутствие и наполнение „другими“ своего Я».
В соответствии с представлением Рикера, диалог предполагает взаимную открытость коммуницирующих, их готовность попытаться уловить внутреннее бытие-в-себе собеседника, «найти себя в его мире, вызвать себя из потерянности в Другом». «От того, какие мы уже есть, мы должны выходить в пространство или точку, где нас еще нет и где мы только возможны, и неизвестно, в какой форме мы возможны». 
В отношении к Другому Я становится «возможностью самого себя». Я как «возможность себя» включает в себя различные вариации «могу», среди которых П. Рикер выделяет «Я могу говорить», «Я могу действовать», «Я могу рефлексировать», «Я могу рассказывать о себе», «Я могу быть ответственным за свои поступки».
Причем, как пишет российский исследователь И. С. Дорогавцева в своей работе «Проблема Другого в западной культуре»: «успешность, продуктивность коммуникации зависит от того, насколько развито у участников диалога умение видеть в Другом равноправного партнёра, одновременно признавая его право на различие. В диалоге культур мы сталкиваемся с проблемой множественности норм, ценностей, установок, требующей преодоления этноцентристского мышления».

## Конфликтологический анализ
Некоторые философы полагают, что в самой природе отношений между Я и Другим заложено конфликтное измерение. Эту сторону проблемы исследовали в частности Г.-В.-Ф. Гегель, Ж.-П. Сартр, С. де Бовуар и Ж. Батай. Для них Другой всегда антагонистичен Я и представляет потенциальную угрозу самой сущности Я, так как стремится к ее отрицанию. 

Другой, по мнению Ж.-П. Сартра, — тот, кто желает сделать меня объектом. Вот как пишет о Другом Сартра российский исследователь В. А. Подорога: 
«Другой оказывается видимым пределом, указывающим мне, где кончается мое право обладать и где существуют неизвестные мне миры всех других. Явление другого интерпретируется как появление взгляда (за которым нет лица). Следящий, контролирующий, преследующий, ненавидящий, унижающий и т. п. — повсюду взгляд, который превращает нас в объекты чужой воли, страсти и насилия»
Таким образом, Другой предстает в виде опасного чужого, врага и т. п.

## Другой как маргинальный
Из конфликтологического анализа проистекает и вариант изучения другого как маргинального. В развитие этого аспекта проблемы внесли вклад работы таких ученых, как: Ю. М. Лотман, М. Фуко и других.
В соответствии с данным подходом, сущность Другого подразумевает, что он всегда пребывает в состоянии «отличного» и «чужеродного» по отношению к социальной идентичности и идентичности Я. Таким образом, Другой оказывается в положении человека, не соответствующего социальным нормам, что становится условием лишения его прав (политическое исключение), совершаемое государством или социальными институтами (например, в сфере профессиональной деятельности). Наложение Инаковости, таким образом, отталкивает помеченного человека от центра общества и помещает его на периферию за то, что они являются Другим. Термин «Другое» описывает редукционное действие маркировки человека как человека, принадлежащего к подчиненной социальной категории, определенной как «другое». Практика Другого — это исключение лиц, которые не соответствуют норме социальной группы, которая является версией «Я». 
О развитии практик исключения Другого на периферии общества и заключения его в строго определённые для этого места пишет, в частности, Мишель Фуко в своем известном труде «История безумия в классическую эпоху». Рассматривая истоки зарождения психиатрии, Фуко отмечает тот факт, что в XVII—XVIII вв. не проводилось четкой границы между бедняками и бродягами, людьми с психическими расстройствами, людьми с физическими изъянами, вольнодумцами, развратниками, расточителями и другими лицами с нежелательным поведением. Все эти категории (представляющие собой Другого и потенциально опасные для общества) были изолированы от общества и содержались зачастую в одних и тех же специально отведенных местах, что позволяло «укротить» Другого и поставить его в подчинённое положение. Развитие со временем психиатрических и пенитенциарных практик, по мнению Фуко, лишь усилило степень и разнообразило формы контроля общества за Другим, придав этому контролю к тому же более неявный характер.

## Этнографический анализ
Понятие Другого — одно из ключевых положений таких наук, как антропология и этнография. Этноцентризм — этнографический и антропологический концепт, введенный известным французским антропологом Клодом Леви-Строссом. Этноцентризм состоит в отрицании всех культурных проявлений и форм поведения, отличных от наших собственных. Причем Леви-Стросс уточняет, что эта бинарная оппозиция, глубоко укоренившаяся в нашем сознании, проявляется особенно ярко в коллективном сознании в такие исторические моменты, когда Другой со своими отличиями выступает как угроза нашему существованию. Так, в эпоху Античности греки воспринимали любых иностранцев как «варваров» (причем в самом названии уже заложен уничижительный оттенок).

## Империализм, колониализм, ориентализм
Современной постколониальной мировой системе предшествовала европейская система империализма и колониализма, в которой «создание и сохранение неравных экономических, культурных и территориальных отношений, обычно между государствами, и часто в форме империи, было основано на отношениях доминирования и подчинения» . Но имперские завоевания «не-белых» стран должны быть интеллектуально оправданы. Для этого сформировалась концепция (основанная на культурных обобщениях и упрощениях), которая разделила население мира на две искусственно созданные, противопоставленные друг другу категории: Восточный и Западный мир — дихотомия, которая раз и навсегда определила «восточного человека» как Другого, как не-Европейское Я.
На поддержание колониальной системы были имплицитно нацелены и научные исследования Востока, получившие в своей совокупности, с легкой руки Эдварда Саида, общее название ориентализм. По Саиду, колониальная идеология формируется в ходе трех операций: 1) гомогенизирование (все восточные люди — одинаковы и сливаются в однородную массу), 2) феминизация (восточные люди всегда слабее в бинарных отношениях Запада и Востока), 3) эссенциализация (народ и все его проявления сводятся к его якобы неизменным, универсальным и врожденным характеристикам). 
В практиках колониализма местное население колонии представляет собой Другого, причем Другого низшего порядка, доминирование над которым признается естественным и разумным. Причем предполагается, что подчиняя себе колонизируемый народ, эксплуатируя природные и человеческие ресурсы, колонизатор приводит «дикарей» в лоно цивилизации, осуществляет благую миссию. Таким образом в эпоху колониализма происходит дегуманизация Другого, которая продолжает существовать и сегодня — во всех ложно бинарных отношениях — будь то классовых, расовых, гендерных, национальных или религиозных.

## Гендерный анализ
Философ-экзистенциалист Симона де Бовуар использовала концепцию Другого для описания культуры с доминированием мужчины, в рамках которой женщина представлена как Другой по отношению к Мужчине/Человеку (оба понятия в английском языке обозначаются словом «man»). Слово «man» представляет собой как позитивное, так и нейтральное значение, о чем свидетельствует использование слова «man» для обозначения людей в целом, тогда как Женщина всегда определяется негативно, как оппозиционная и вторичная по отношению к «первому полу» категория.
Попытка преодоления представлений о женщине как об абсолютной Инаковости была предпринята феминистским философом Чешир Калхун. В своих работах она деконструирует концепцию Другого как женскую половину двоично-гендерного отношения понятия «мужчина и женщина», а затем концептуально реконструирует в понятие Женщины, которая существует независимо от мужского определения (рационализации).

## Этический анализ
Среди философов, рассматривающих феномен Другого в категориях этики: И. Кант, С. Кьеркегор, Л. Фейербах, М. М. Бахтин, Э. Левинас и другие.
В частности, в своей работе «Тотальность и Бесконечное: Эссе об экстерриториальности» (1961) Эммануэль Левинас писал о недопустимости сведения Другого к объекту сознания, так как подобный подход элиминирует абсолютную Инаковость Другого — то внутренне присущее ему отличие, за счет которого Другой радикально превосходит Я и остается за гранью любой попытки полностью познать его сущность (приручить, подчинить). Чтобы проиллюстрировать абсолютную Инаковость Другого, Левинас приводит пример физического убийства Другого, в случае которого его Инаковость все равно сохраняется, а сущность Другого ускользает от убийцы.

Левинас настаивает на примате этических категорий при исследовании проблемы Другого. Так, например, в своей работе «Иначе, нежели быть, или За сущностью» (Otherwise than Being or Beyond Essence) он пишет:
Другие люди, мой интерес к которым проявляется в моем интересе к сущности Другого, беспокоят меня не как представители одного рода, выраженные в образе моего соседа…Другие беспокоят меня сами по себе. В этом случае, братство предшествует общности рода. Мои взаимоотношения с Другим как соседом придают смысл моим отношениям со всеми другими людьми.
Феномен Другого является одной из центральных проблем христианской этики. С точки зрения христианства, признание существования Другого основано на дружбе и на любви. Господь сказал: «Заповедь новую даю вам, да любите друг друга; как Я возлюбил вас, так и вы да любите друг друга.» (Ин. 13:34-35). Бог, таким образом, становится моделью и образцом любви. Христианская этика постоянно возвращается к теме Другого, рассматривая его как «ближнего», чью боль, страдание и радость ты должен разделить на пути к спасению.

## Критика
В то же время, можно говорить о возможности преодоления представления о Я как о нормативном, нейтральном, как раз за счет конституирующей роли Другого, помогающего субъекту осознать свою собственную специфичность и перестать рассматривать себя в качестве эталона нормы. Вопрос о том, возможно ли полное абстрагирование от собственных установок с тем, чтобы максимально приблизиться к Другому, продолжает оставаться открытым.
Деррида, в частности, пишет о том, что абсолютная Инаковость Другого на самом деле является не абсолютной, а относительной: Другой всегда отличается относительно кого-то (относительно Я или группы). Эта логическая проблема имеет особенно негативные последствия в геополитическом отношении. Так, по-прежнему сохраняется колониальный оттенок антропологического дискурса, описывающего взаимодействие Западного и не-Западного мира в терминах (хотя и скрытых) господства-подчинения, точно так же, как остается и представление о женщине как о Другом, так как мужская привилегированность остается первичной в социальном дискурсе.

## Образ Другого в культуре

### В литературе
К теме Другого обращались многие писатели и поэты: Данте («Божественная комедия»), Шекспир («Отелло»), Стивенсон («Странная история доктора Джекила и мистера Хайда»), Митчелл («Унесенные ветром»), Гарриет Бичер-Стоу («Хижина дяди Тома»), Бодлер («Цветы зла», «Парижский сплин»), Бредбери, Гари («Корни неба»), Кутзее («В ожидании варваров») и другие.

### В кинематографе
В кинематографе Другой зачастую может быть представлен в образе пришельца (радикальная Инаковость), как, например, в фильме Дени Вильнева «Прибытие» (2016), либо монстра, как в фильме Ридли Скотта «Чужой» (1979).